# Svjetlovod

## Povijesni razvoj svjetlovoda
Iako pojava prvih svjetlovoda stupa na scenu u drugoj polovici prošlog stoljeća s pojavom lasera, ljudi su još prije nekoliko stotina godina imali ideje o prijenosu informacija putem svjetlosti. Godine 1790. francuski izumitelj Claude Chappe napravio je optički telegraf koji se sastojao od niza semafora postavljenih na tornjeve gdje su stajali ljudi i putem tih semafora odašiljali poruke od jednog tornja do drugog. Sredinom 19-tog stoljeća zamjenjuje električni telegraf. Alexander Graham Bell, 1880. godine patentira optički telefonski sustav i naziva ga Photophone. Bell ima ideju o prijenosu signala pomoću svjetlosti kroz atmosferu kao u slučaju bakrene žice i električnog signala. Međutim stvar je bila neostvariva zbog raspršenja svjetlosti i nepouzdanosti. Njegovo ranije otkriće – telefon, bio je mnogo praktičnije rješenje tako da je Photophone ostao samo eksperimentalni izum.
Otkrivanje dualne prirode svjetlosti, početkom prošlog stoljeća, te nastankom prvih lasera šezdesetih godina dvadesetog stoljeća povećala su se istraživanja u području optičkih vlakna jer se došlo do spoznaje da se optičkom komunikacijom može prenijeti znatno veća količina podataka u odnosu na radio i telefonsku komunikaciju. Prvi problem je bio što su prvi laseri napravljeni od jednog poluvodiča GaAs bili neučinkoviti. Nisu zadovoljavali u smislu disipirane snage, pregrijavanja, kratkog vijeka trajanja svega nekoliko sati i velike potrošnje struje za ostvarenje laserske reakcije koja nije bila moguća na sobnoj temperaturi. Drugi problem je bio da lasersko svjetlo nije moglo putovati kroz slobodan prostor zbog raspršenja i potpunog gušenja. Zbog toga je za prijenos informacija putem svjetlosti na velike udaljenosti trebalo napraviti vodič sličan telefonskim linijama.
Problem takvog vodiča je bio što je svjetlost gubila do 99% svoje snage pri prolasku kroz optičko vlakno ne duže od 100 metara. 1966. godine Charles Kao i George Hockham iz Telecomunications Laboratories u Engleskoj izjavili su da imaju na dohvat ruke vlakna puno veće prozirnosti od već postojećih. U njihovom članku, u kojem razrađuju tu ideju, prikazali su kako visoki gubici koji karakteriziraju postojeća optička vlakna teoretski nastaju zbog malih nečistoća unutar stakla, a ne zbog unutrašnjih ograničenja samoga stakla. Predvidjeli su da se gubici svjetlosti koja putuje vlaknom mogu drastično smanjiti s 1000 dB/km na manje od 20 dB/km. Članak Kao-Hockham inspirirao je veliki broj istraživača da počnu tražiti optička vlakna malih gubitaka. 1970. godine na Corning Glass Works su Donald Keck, Peter Schultz i Robert Maurer uspješno napravili prvo optičko vlakno dužine stotinu metara s niskim gubitcima, manje od 20 dB/km i kristalne čistoće kakvu su predložili Kao i Hockham.
Kako je čistoća vlakna od metala bio glavni uvjet za smanjenje gubitaka, optička vlakna tako visokog stupnja prozirnosti nisu se mogla izrađivati uobičajenim metodama nego kemijskim putem realizacijom čistog silicijevog stakla SiO2 u svrhu korištenja u komercijalne svrhe izvan laboratorija. 
1985. godine na engleskom Sveučilištu u Southampton, fizičar S.B. Poole otkriva da dodavanjem male količine elementa - erbija u staklo od kojeg se izrađuju optička vlakna moguće je napraviti pojačala koja imaju samo optičke elemente. Kratki, stakleni pramen dopiran erbijem ugrađen u optičko vlakno, kada primi energiju od vanjskog svjetlosnog izvora ponaša se kao laser, pojačavajući na takav način optički signal bez korištenja elektronike. Pooleove kolege u Southamptonu, David Payne, P.J. Mears i Emmanuel Desurvire iz Bell Laboratories počeli su primjenjivati otkriće na praktična pojačala signala u optičkim vlaknima. 1991. godine istraživači iz Bell laboratorija pokazali su da potpuno optički sistemi mogu imati 100 puta veći kapacitet od sistema s elektronskim pojačalima. U kratkom su roku europske i američke komunikacijske tvrtke postavile potpuno nove optičke kabele preko Atlantskog i Pacifičkog oceana, te ih pustili u rad 1996. godine.

## Podjela svjetlovoda
Svjetlovode razlikujemo prema vrsti materijala od kojih je izrađena jezgra i omotač(plašt). Prema promjeni indeksa loma te broju modova koji koristi svjetlovode djelimo na jednomodne (SMF - single mode fiber) i višmodne (MMF - mulutimode fiber) koji mogu biti sa stepeničastim ili gradijentnim indeksom loma. Također vršimo podjelu s obzirom na gušenje i valnu duljinu koju koriste za prijenos.

## Vanjske poveznice
- Optička vlakna